# چن فانگ
چن فانگ (انگلیسی: Chen Fang؛ زادهٔ ۱۹ اکتبر ۱۹۸۳) تیرانداز زن اهل چین است. وی در بازی‌های المپیک تابستانی ۲۰۱۶ حضور داشته‌است.